# Каталунска информационна агенция
Каталунска информационна агенция (на каталонски: Agència Catalana de Notícies (ACN)) е информационна агенция, собственост на каталунското правителство чрез публичната корпорация Intracatalònia, SA. Това е една от първите дигитални новинарски агенции, създадени в Европа и работи от 1999 г. Тя е от първите в използването на информационните технологии, дистанционната работа и децентрализираната организация, приложена към виртуална журналистическа среда.
Седалището на Каталунската информационна агенция е в град Барселона, Каталония. Разполага с над 80 служители, има клонове в Берлин, Брюксел, Лондон, Мадрид, Ню Йорк и Париж. Агенцията споделя информация с други държавни агенции и е член на Национална агенция Асошиейтед прес. Тя предлага своето информативно съдържание в текстови, фотографски, видео и аудио формати на над 250 различни абонати, като телевизионни канали, радио канали, преса, дигитална преса, институции и бизнес. 70% от Intracatalònia, SA е собственост на каталунското правителство, като миноритарен акционер е Каталунската аудиовизуална медийна корпорация, която също е собственост на каталунското правителство.

## Директори
Директори на информационната агенция през годините:
- Карлес Пучдемон (1999 – 2002)
- Джоан Бесон (2002 – 2006)
- Саул Гордило (2007 – 2011)
- Анна Ноге (2011)
- Джоан Мария Клавагуера (май 2011 – април 2016)
- Марк Коломер (април 2016 – настояще)